# Herochroma liliana
Herochroma liliana är en fjärilsart som beskrevs av Swinhoe 1892. Herochroma liliana ingår i släktet Herochroma och familjen mätare. Inga underarter finns listade i Catalogue of Life.